# Округ Кер (Тексас)
Округ Кер (енгл. Kerr County) је округ у америчкој савезној држави Тексас. По попису из 2010. године број становника је 49.625.

## Демографија
Према попису становништва из 2010. у округу је живело 49.625 становника, што је 5.972 (13,7%) становника више него 2000. године.
| Група             | 2000.          | 2010.          |
| Белци             | 33.802 (77,4%) | 35.851 (72,2%) |
| Афроамериканци    | 776 (1,8%)     | 884 (1,8%)     |
| Азијати           | 221 (0,5%)     | 373 (0,8%)     |
| Хиспаноамериканци | 8.353 (19,1%)  | 11.895 (24,0%) |
| Укупно            | 43.653         | 49.625         |